# 休斯H-1型竞速飞机
休斯H-1型竞速飞机（Hughes H-1）是1935年美国休斯飞机制造的竞技型飞机。它在当时刷新了美国飞机时速纪录，被认为是一款具有里程碑的航空器，对後來的飞行器设计都产生了影响。

## 相关影视作品
-  (2004),  导演，主演。 获11项奥斯卡奖提名并获得了5项。